# 일반화 리만 다양체
미분기하학에서 일반화 리만 다양체(一般化Riemann多樣體, 영어: generalized Riemannian manifold)는 리만 계량과 2차 미분 형식을 갖춘 매끄러운 다양체이다.

## 정의
일반화 리만 다양체의 개념은 여러 가지로 정의될 수 있으며, 이 정의들은 서로 동치이다.

### 미분 형식을 통한 정의
일반화 리만 다양체 {\displaystyle (M,g,B)}는 다음과 같은 데이터로 구성된다.
- 리만 다양체 {\displaystyle (M,g)}
- 2차 미분 형식 {\displaystyle B\in \Omega ^{2}(M)}

### 일반화 접다발을 통한 정의
매끄러운 다양체 {\displaystyle M} 위의 일반화 접다발은 다음과 같은 {\displaystyle 2\dim M}차원 매끄러운 벡터 다발이다.
{\displaystyle E=\mathrm {T} M\oplus \mathrm {T} ^{*}M}
즉, 접다발과 공변접다발의 직합이다. 그 위에는 자연스러운 쌍선형 형식
{\displaystyle \langle X+\alpha ,Y+\beta \rangle ={\frac {\alpha (Y)+\beta (X)}{2}}}
이 존재하며, 그 부호수는 {\displaystyle (\dim M,\dim M)}이다. 이에 따라 자연스러운 벡터 다발 동형 사상
{\displaystyle E\cong E^{*}}
이 존재한다.
{\displaystyle M} 위의 일반화 리만 계량
{\displaystyle G\colon E\to E}
은 다음 조건들을 만족시키는 벡터 다발 사상이다.:§1.1
- (자기 수반) {\displaystyle G^{\top }=G}이다. 즉, {\displaystyle \langle x,Gy\rangle =\langle Gx,y\rangle }이다.
- (직교성) {\displaystyle G}는 벡터 다발의 동형 사상이며, {\displaystyle G=G^{-1}}이다.
- (정부호성) {\displaystyle \langle G-,-\rangle }는 양의 정부호이다.

### 두 정의 사이의 관계
이 두 정의는 서로 동치이다.:Proposition 2.1
일반화 접다발 {\displaystyle E=\mathrm {T} M\oplus \mathrm {T} ^{*}M} 위의 일반화 리만 계량 {\displaystyle G}가 주어졌다면, {\displaystyle G^{2}=1}이므로 그 고윳값은 ±1이다. 즉, {\displaystyle E}는 고유 공간
{\displaystyle E=E^{+}\oplus E^{-}}
로 분해되며, 이들은 서로 직교이다.
{\displaystyle \langle E^{+},E^{-}\rangle =0}
이 부분 공간 {\displaystyle E^{+}}는 어떤 벡터 다발 사상 {\displaystyle \mathrm {T} M\to \mathrm {T} ^{*}M}의 그래프로 해석할 수 있다. 이 벡터 다발 사상은 대칭 성분과 반대칭 성분으로 분해하여
{\displaystyle g+B}
로 쓸 수 있으며, 이는 각각 리만 계량과 2차 미분 형식에 해당한다. 마찬가지로, {\displaystyle E^{-}}는 {\displaystyle B-g}의 그래프가 된다.
{\displaystyle E_{x}^{\pm }=\{X+B(X,-)\pm g(X,-)\colon X\in \mathrm {T} _{x}M\}}

## 예
모든 켈러 다양체는 (심플렉틱 형식과 리만 계량을 사용하여) 자연스럽게 일반화 리만 다양체를 이룬다.